# Obwód łowiecki
Obwód łowiecki – wydzielona administracyjnie jednostka gospodarcza o powierzchni nie mniejszej niż 3000 ha, utworzona dla łatwiejszego prowadzenia gospodarki łowieckiej.
Podziału na obwody łowieckie oraz zmiany granic tych obwodów, zgodnie z art. 27 ustawy z dnia 13 października 1995 r. Prawo Łowieckie, w obrębie danego województwa dokonuje Sejmik województwa w drodze uchwały, po zasięgnięciu opinii Polskiego Związku Łowieckiego, właściwego dyrektora regionalnej dyrekcji Lasów Państwowych i właściwej Izby rolniczej. W przypadku gdy obwód łowiecki ma się znajdować w obszarze więcej niż jednego województwa, powyższą uchwałę, podejmuje sejmik województwa właściwy dla przeważającego obszaru gruntów w uzgodnieniu z sejmikiem województwa właściwego dla pozostałego terenu. Podział na obwody łowieckie obszarów gruntów pozostających w zarządzie organów wojskowych lub przydzielonych tym organom do wykorzystania oraz zmiana granic tych obwodów odbywa się w porozumieniu z tymi organami.
Granice obwodu łowieckiego są wyraźnie widoczne w terenie i tworzą je szlaki komunikacyjne: (drogi, szosy, linie kolejowe, rzeki) i są to granice umowne. Unika się tworzenia granic obwodów łowieckich na środku zbiorników wodnych - np. jezior. Rejestr obwodów łowieckich prowadzi na danym terenie wojewoda.
Obwody łowieckie dzielą się na obwody:
- polny jest to obszar, w którym grunty leśne stanowią mniej niż 40% ewidencyjnej powierzchni tego obszaru
- leśny jest to obszar, w którym grunty leśne stanowią co najmniej 40% ewidencyjnej powierzchni tego obszaru

Obwody łowieckie wydzierżawiane są kołom łowieckim na okres 10 lat. Obwody polne przez starostów, natomiast obwody leśne przez dyrektorów regionalnych dyrekcji Lasów Państwowych.
Łowisko jest natomiast jednostką przyrodniczą o określonych w miarę jednorodnych warunkach środowiskowych, a granice łowiska są wyznaczone naturalnymi granicami. Rozróżnia się łowiska: leśne, polne, wodne, górskie.
Łowisko leśne może być podzielone na kilka obwodów łowieckich i odwrotnie jeden obwód łowiecki może w swoich granicach posiadać różne łowiska.
W każdym łowisku występują ostoje zwierzyny, gdzie najchętniej i najczęściej w danym okresie czasowym/porze roku/wieku/etapie rozwoju osobniczego przebywa, żeruje i rozmnaża się.